# Монолит (стадион, Волгоград)
Стадио́н «Моноли́т» — многофункциональное спортивное сооружение в городе Волгограде. Располагается на территории посёлка Металлургов в Краснооктябрьском районе. На данный момент стадион с прилегающей к нему территорией находится в запущенном состоянии и не используется по своему прямому назначению.
На этом стадионе воспитывались и тренировались известные на весь мир спортсмены, такие как двукратная олимпийская чемпионка по прыжкам в высоту Елена Исинбаева, трехкратный олимпийский чемпион по плаванию Евгений Садовый, чемпион мира по плаванию в открытой воде Юрий Кудинов и многие другие.

## История
Стадион был построен в середине 1950-х годов по заказу завода «Красный Октябрь». Стадион, выполненный в стиле советского неоклассицизма по проекту архитектора Юрия Петровича Бочарова, был построен в качестве замены разрушенному в ходе Сталинградской битвы стадиону «Металлург», который располагался на территории, где сейчас находится спортивный плавательный комплекс «Искра».
В 1957 году футбольная команда «Металлург», которая играла на этом стадионе, стала чемпионом РСФСР.
В 1984—1985 годах стадион вмещал 5000 зрителей.
В 1989 году к восточной трибуне стадиона было пристроено двухэтажное административное здание.
Рядом со стадионом на берегу Волги находится «Лог смерти» — братская могила советских воинов и памятное место, где проходил передний край обороны 95-й стрелковой дивизии. В братской могиле захоронены останки 8 советских воинов, найденные в ходе строительных работ на стадионе. В 1989 году на этом месте сооружен памятник.
После завода «Красный Октябрь» собственником стадиона стало Министерство обороны. В то время на стадионе базировался спортивный клуб железнодорожных войск. В ходе реформы Вооруженных сил РФ были закрыты все армейские спортивные клубы, в том числе и СК ЖДВ, ликвидированный в феврале 2010 года. С тех пор стадион, находящийся на балансе Министерства обороны РФ, прибывает в запущенном состоянии и не используется по своему прямому назначению.
В 2013 году губернатор Волгоградской области Cергей Боженов планировал создать на базе стадиона тренировочную базу для легкоатлетов. По поручению губернатора в Министерство обороны был направлен запрос о передаче стадиона в собственность Волгоградской области, но министерство ответило отказом.
В 2017 году авторским коллективом института архитектуры и строительства ВолгГТУ был разработан проект реконструкции стадиона «Монолит». Авторы проекта Андрей Чуйков и Ольга Смирнова предполагают реставрацию архитектурного облика стадиона и строительство рядом с ним трёхэтажного многофункционального спортивного сооружения.
В апреле 2019 года стадион был передали на баланс волгоградской школе по лёгкой атлетике. После этого между защитниками архитектурных памятников и местными властями началась борьба. Главный защитник и сторонник сохранения архитектуры стадиона Валерий Котельников подал заявление о выявлении объекта культурного наследия Волгоградской области, после чего закон отводил 90 дней на определение историко-культурной ценности объекта. Судьбу входной группы стадиона должен был решить назначенный на 10 июля научно-методический совет, но 3 июля 2020 года, по указанию местных властей, входная группа стадиона и колоннада были разрушены.